# Forsterygion lapillum
Forsterygion lapillum — вид риб родини трьохперкових (Tripterygiidae). Риби сягають довжини від 4 до 8 см. Зазвичай населяють прибережні припливні калюжі. У морі відзначаються до глибини 30 м, де живляться переважно ракоподібними і поліхетами.

## Ареал
Поширений виключно біля узбережжя Нової Зеландії.